# Ouratea lucens
Ouratea lucens är en tvåhjärtbladig växtart som först beskrevs av Carl Sigismund Kunth, och fick sitt nu gällande namn av Adolf Engler. Ouratea lucens ingår i släktet Ouratea och familjen Ochnaceae. Inga underarter finns listade i Catalogue of Life.